# Запис Рајића храст (Браљина)
Запис Рајића храст (Браљина) се налази на парцели чији је власник Рајић Драган.

## Локација
| Општина             | Ражањ                                                            |
| Катастарска општина | Браљина                                                          |
| Потес               | Село                                                             |
| Координате          | 43° 39′ 58″ С; 21° 29′ 04″ И / 43.6661° С; 21.484500000000001° И |
| Надморска висина    | 193m                                                             |

## Карактеристике
Дендрометријске вредности утврђене на терену и сателитским снимцима:
| Стабло                     | Храст |
| Висина стабла              | m     |
| Обим дебла                 | m     |
| Пречник крошње             | 17m   |
| Пречник дебла              | m     |
| Висина дебла до прве гране | m     |

## База записа
Запис је у оквиру Викимедија пројекта "Запис - Свето дрво" заведен под редним бројем 0659.